# Heta-uma

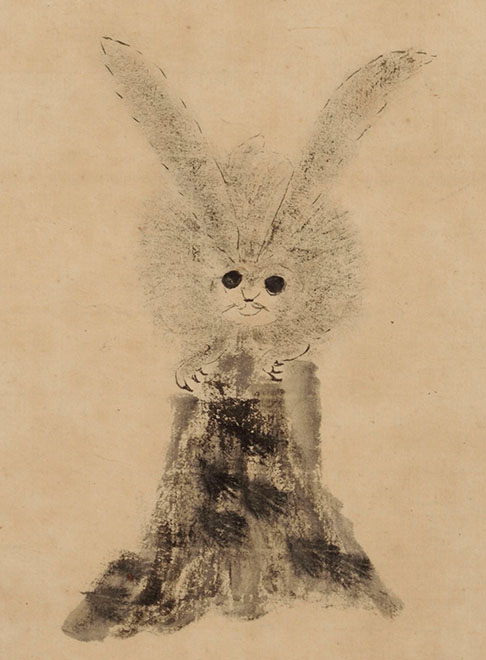
El "Dibujo de conejo" de Tokugawa Iemitsu es considerado un antecedente del heta-uma.

El heta-uma (ヘタウマ o ヘタうま) es un movimiento del manga alternativo originado a finales de la década de 1970 en la revista Garo. Heta-uma se puede traducir como "bueno pero malo", tratándose de una obra que puede parecer mal dibujada, pero que adopta este estilo como su estética, contrastando con el aspecto refinado del manga más popular.
Entre los artistas del género se encuentran Teruhiko Yumura (conocido por el seudónimo "King Terry"),  Yoshikazu Ebisu  y Takashi Nemoto . 

## Lectura adicional
- Dejasse, Erwin. Heta-Uma: Manga on the other side of the mirror (Tesis) (en francés).
- Tumey, Paul (27 de enero de 2020). «Ominous Absurdity From "The Pits of Hell" by Ebisu Yoshikazu». The Comics Journal. Consultado el 2 de mayo de 2021.

- Datos: Q18456682